# Llac Rotorua
El Llac Rotorua és el segon llac més gran de l'illa del Nord de Nova Zelanda per àrea de superfície, i cobreix 79.8 km². Amb una profunditat mitjana de només 10 metres, és considerablement més petit que el Llac Tarawera (que està a prop) en termes de volum d'aigua. Està situat a la zona de la Bay of Plenty. La ciutat de Rotorua es troba a la seva costa sud, i la ciutat de Ngongotaha a l'extrem oest del llac.
El llac es va formar a partir del cràter d'un gran volcà de la zona volcànica de Taupo, i la seva última gran erupció va ser fa aproximadament 240.000 anys; després d'aquesta, la cambra magmàtica sota el volcà es va tancar. La depressió circular que va deixar és la Caldera Rotorua, que és on es troba el llac. Hi ha uns quants llacs més d'origen volcànic situats a prop a la part est, al voltant de la base del volcà actiu Mont Tarawera.
El llac Rotorua s'alimenta amb aigua de diversos rius i rierols; alguns, com l'Utuhina, aporten aigua d'una temperatura més alta que la del llac a causa de l'activitat tèrmica en l'àrea del Rotorua. En canvi, els rierols de la costa del nord com el Hamurana Spring i l'Awahou aporten aigua cristal·lina amb una temperatura constant de 10 graus Celsius. Un altres afluent notable és el Ngongotaha, famós per la pesca de truites.
Malgrat el gran volum d'aigua que flueix pel Rotorua, la seva poca profunditat el fa molt propens a la decoloració, especialment dels sediment quan el temps és ventós. Això fa que sigui molt utilitzat per pescadors, però menys popular entre practicants d'esports d'aigua i nedadors.
El Rotorua flueix directament al llac Rotoiti pel Canal Ohau, a l'extrem nord-est del llac, que és navegable amb vaixell i també és molt apreciat pels pescadors de mosca; aquest canal s'uneix al delta Mourea, una àrea amb nivells molt baixos d'aigua i freqüentada per caiaquistes principiants i nedadors. A prop hi ha la terra l'ancestral dels Ngāti Pikiao, de la tribu Te Arawa. Des de llac Rotoiti, les aigües del llac Rotorua flueixen al riu Kaituna i d'aquest a l'oceà Pacífic, prop de Maketu; el ràpid descens de més de 900 peus per damunt del nivell del mar en menys de 20 km ha creat una àrea utilitzada per a la pràctica del caiaquing extrem i ràfting en ràpids.
L'illa Mokoia, a prop del centre del llac, és una cúpula de riolita, i és probablement l'illa de llac més coneguda del país; està estretament associada amb una de les llegendes maori més conegudes, la d'Hinemoa i Tutanekai, i que diu que Hinemoa va creuar el llac nedant cap al seu amant Tutanekai, que vivia a l'illa Mokoia.
A causa de l'activitat geotèrmica que hi ha al voltant del llac (incloent-hi guèisers actius i basses de fang calent), el llac té un alt contingut de sofre, que dona a les aigües un inusual to verd groguenc.